# Exoprosopa mimetica
Exoprosopa mimetica är en tvåvingeart som beskrevs av Hesse 1956. Exoprosopa mimetica ingår i släktet Exoprosopa och familjen svävflugor.
Artens utbredningsområde är Lesotho. Inga underarter finns listade i Catalogue of Life.